# Tomasze
Tomasze [pronunciación en polaco: /tɔˈmaʂɛ/] es un pueblo ubicado en el distrito administrativo de Gmina Czerwin, dentro del Condado de Ostrołęka, Voivodato de Mazovia, en el este de Polonia central. Se encuentra aproximadamente a 8 kilómetros al oeste de Czerwin, a 13 kilómetros al sureste de Ostrołęka, y a 95 kilómetros al noreste de Varsovia.